# Томський Карл Йосипович
Томський Карл Йосипович (* 1892, Бендери — † ?) — український актор, режисер.

## З життєпису
Народився в 1892 р. З 1920 р. знімався у кіно. Працював у Ялті та Одесі.
Грав у фільмах: «Оповідання про сімох повішених», «Перше травня», «Червоний Кас'ян» (1920), «Вовчий діл» (1921, заарештований комсомолець), «Знову на землі» (1921), «Привид блукає Європою» (1922), «Поміщик», «Хазяїн Чорних скель», «Той не злодій, хто не спійманий», «Слюсар і канцлер» (1923, офіцер), «Каламуть» (1927, Васька Носик), «Провокатор» (1927), «Нічний візник» (1928, Борис), «Перлина Семіраміди» (1928, Аспаріді), «Експонат з паноптикуму» (1929, годинникар), «Пілот і дівчина» (1929, Яша Званецев), «Гість з Мекки» (1930).
Як режисер поставив кінокартини: «Все спокійно» (1930), «Кроки мільйонів» (1931). Потім перейшов на адміністративну роботу.